# Тимелиевые медососы
Тимелиевые медососы (лат. Ptiloprora) — род воробьиных птиц из семейства медососовых (Meliphagidae). Эндемики Новой Гвинеи.

## Этимология названия
Название Ptiloprora образовано от др.-греч. πτιλον — перо и др.-греч. πρωρα — нос корабля.

## Описание
Крупные медососы. Длина тела составляет 14—20 см; масса тела — 12,5—37,5 г.

## Ареал
Обитают в холодных влажных лесах Новой Гвинеи.

## Систематика
По предположению австралийского орнитолога Ричарда Шодда, тимелиевые медососы, наряду с представителями родов Melidectes, Pycnopygius, являются самыми древними представителями семейства. Шодд поместил роды мелких птиц (Ptiloprora, Phylidonyris, Acanthorhynchus, Certhionyx, Conopophila, Lichmera) в одну ветвь.

### Классификация
Международный союз орнитологов относит к роду 6 видов:
- Ptiloprora erythropleura (Salvadori, 1876) — Краснобокий тимелиевый медосос
- Ptiloprora guisei (De Vis, 1894) — Красноспинный тимелиевый медосос
- Ptiloprora mayri Hartert, 1930
- Ptiloprora meekiana (Rothschild & Hartert, 1907) — Желтоватый тимелиевый медосос
- Ptiloprora perstriata (De Vis, 1898) — Пёстрый тимелиевый медосос
- Ptiloprora plumbea (Salvadori, 1895) — Серогорлый тимелиевый медосос